# 廖世伦
廖世伦（1935年12月—2019年12月12日），女，四川省璧山县（现重庆市璧山县）人。中国教育和妇女事业活动家。曾任中国社会科学院研究生院党委书记、副院长。

## 生平
1935年12月生于四川省璧山县。1953年8月参加工作，1956年加入中国共产党。1958年提前毕业于兰州大学并留校工作。
1981年9月至1982年7月，在中共中央党校中青年干部培训班学习。1982年8月至1985年9月，历任兰州大学党委宣传部副部长、宣传部部长、党委副书记。1985年9月至1988年8月，历任兰州医学院党委副书记、书记。1988年8月至1992年4月，任甘肃省妇女联合会主任、党组书记。
1992年调至北京工作。1992年4月至1993年10月任中国社会科学院世界经济与政治研究所党委书记。1993年11月至1998年10月任中国社会科学院研究生院党委书记、副院长。1994年起，兼任中国社会科学院党校副校长。2000年12月退休。
2018年被查出癌症。2019年12月12日17时35分在北京逝世，享年84岁。